# پیرلوئیجی کانسونی
پیرلوئیجی کانسونی (انگلیسی: Pierluigi Consonni; ۱۴ ژانویهٔ ۱۹۴۹ – ۲۴ مارس ۲۰۲۰) بازیکن فوتبال اهل ایتالیا بود.
از باشگاه‌هایی که در آن بازی کرده‌است می‌توان به باشگاه فوتبال سالرنیتانا، باشگاه فوتبال یو. اس. پرگولیتزه، و باشگاه فوتبال باری اشاره کرد.